# Bandera del Consejo Nórdico
La bandera del Consejo Nórdico se compone de un cisne nórdico blanco sobre un cielo azul. El símbolo del cisne se eligió en 1984 para representar al Consejo Nórdico y al Consejo Nórdico de Ministros, este cisne simboliza confianza, integridad y libertad. Actualmente el cisne blanco es considerado un símbolo de la cooperación nórdica.

## Historia
La bandera actual, adoptada en 2016, es un rediseño de la original de 1984 diseñada por Kyösti Varis, un diseñador gráfico finlandés. La original de 1984 se componía de un cisne blanco sobre un círculo azul (color Pantone Reflex Blue C). El cisne tenía tantas plumas como miembros del consejo: Dinamarca, Finlandia, Islandia, Noruega, Suecia, Åland, las Islas Feroe y Groenlandia.
El cisne blanco fue erigiéndose como símbolo de unión nórdica tras la publicación del poema "Los cisnes del norte" (Svanerne fra Norden), escrito por Hans Hartvig Seedorff Pedersen en 1936. Este poema inspiró un póster conmemorativo del Nordens Dag (día nórdico) de 1936 y a partir de ahí fue ganando notoriedad progresivamente, simbolizando la unidad nórdica en distintos sellos postales. Para 1983 el cisne blanco ya era reconocido como un símbolo nórdico de facto, así que Kyösti Varis se inspiró en este para diseñar la bandera y el logotipo original de 1984.